# Карр, Арчи
Арчи Карр — американский герпетолог, эколог, защитник природы, специалист по морским черепахам.
Карр получил докторскую степень по зоологии в Университете Флориды в 1937 году, затем работал с Томасом Барбуром в Музее сравнительной зоологии при Гарвардском университете. Он был профессором в Университете Флориды, где, помимо прочего, преподавал экологию. В 1940-х годах он также некоторое время работал в качестве учителя в Коста-Рике.
В 1952 году он получил медаль Национальной академии наук имени Даниэля Жиро Эллиота.
Его усилия по защите морских черепах и мест их размножения привели в 1975 году к созданию национального парка Тортугеро в Коста-Рике. Его книга «Наветренная дорога» (The Windward Road), изданная в 1956 году,  обратила внимание на угрозу морским черепахам и привела к созданию организации по охране морских черепах, которая сначала действовала в Коста-Рике, а затем распространила свою деятельность в Карибском бассейне. За свою книгу он получил в 1956 году премию О. Генри за рассказы, а в 1957 году — медаль Джона Берроуза Американского музея естественной истории. Впоследствии Карр был научным руководителем этого музея до самой своей смерти. В его честь назван заповедник на восточном побережье Флориды (национальный заповедник дикой природы имени Арчи Карра) и заповедник на побережье Коста-Рики (заповедник доктора Арчи Карра).
Его жена Марджори Харрис Карр (1915—1997) также была активистом по защите окружающей среды, как и его сын Арчи Карр III, работавший в Нью-Йоркском зоологическом обществе в Центральной Америке.

## Публикации
- Handbook of Turtles: The Turtles of The United States, Canada, and Baja California, Cornell University Press 1952
- High Jungles and Low, University of Florida Press, 1953
- Ulendo: Travels of a Naturalist in and out of Africa, Knopf 1964
- The Everglades, Time Life Books 1973
- The Reptiles, Time Life Books 1963
- So Excellent a Fishe 1967, 1984
- mit Coleman J. Goin: Guide to the Reptiles, Amphibians and Freshwater Fishes of Florida 1955
- The Windward Road: Adventures of a Naturalist on Remote Caribbean Shores, Knopf 1956, University of Florida Press 1980
- A Subjective Key to the Fishes of Alachua County, Florida